# Alikon
Alikon ist ein Weiler der Gemeinde Sins im Bezirk Muri im Schweizer Kanton Aargau. Alikon zählt zu den ältesten Ortschaften in der Region Freiamt und wurde erstmals 893 als Halahinchova und Alahinchova erwähnt.

## Geographie
Alikon liegt am Osthang des Lindenbergs und gliedert sich in die Siedlungen Oberalikon (526 m ü. M.) und Unteralikon (485 m ü. M.). Im Norden liegt Auw, im Osten Meienberg und Sins, im Süden Aettenschwil sowie Holderstock und im Westen der bewaldete Hang des Lindenbergs und die Grenze zum Kanton Luzern. Durchflossen wird der Weiler vom Alikerbach.
Alikon ist durch Nebenstrassen erschlossen, und die Hauptstrasse 25 tangiert den Weiler im Osten.

## Sehenswürdigkeiten
Die Jost- und Antoniuskapelle in Oberalikon wurde 1672 erstmals urkundlich erwähnt. 1755 erfolgte ein Neubau der Kapelle. Sie ist wie die Wegkapelle St. Antonius beim Tönihof ein Kulturgut von regionaler Bedeutung.

## Weblinks

Luftbild aus 400 m Höhe von Walter Mittelholzer (1923)